# 화농성한선염

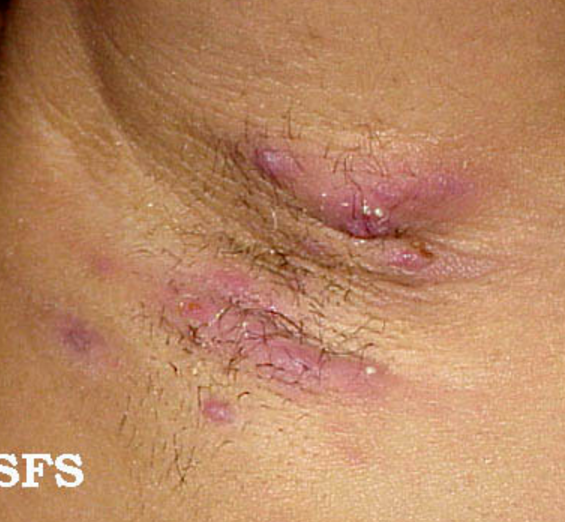

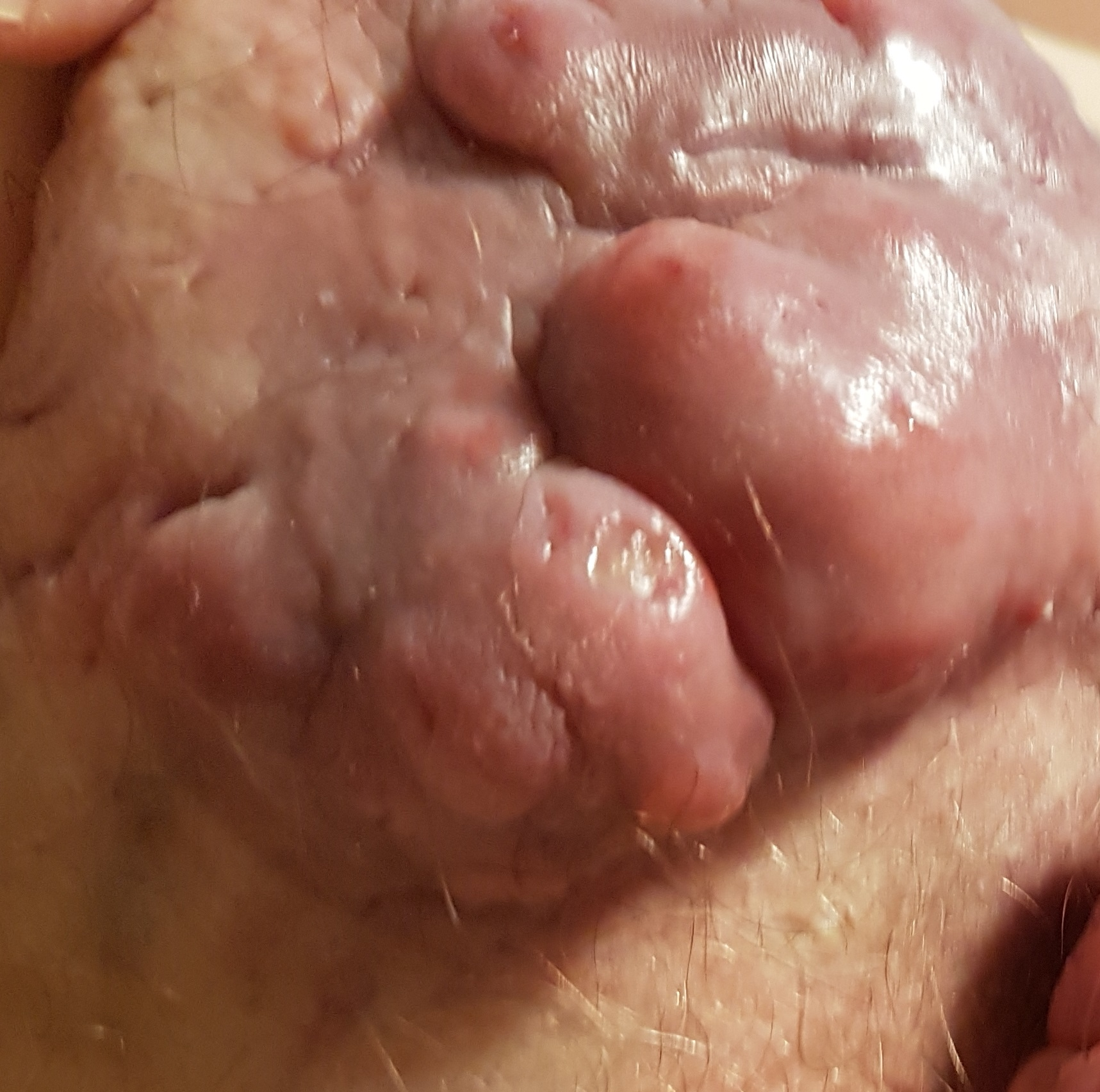

화농성한선염(Hidradenitis suppurativa, HS)은 염증이 있고 부어오른 병변이 생기는 것을 특징으로 하는 희귀질환이다. 이런 종양은 일반적으로 통증이 있고 터져서 체액이나 고름이 배출된다. 가장 흔하게 영향을 받는 부위는 겨드랑이, 가슴 아래, 회음부, 엉덩이, 사타구니이다. 치료 후에도 흉터 조직이 남는다. 